# مجموعة الدب الأكبر المتحركة

خريطة كوكبة الدب الأكبر.

مجموعة الدب الأكبر المتحركة هي عبارة عن مجموعة نجوم متحركة تقع في كوكبة الدب الأكبر. وهي عبارة عن تجمع نجمي مفتوح بدأ بالتفكك ولذلك فنجومها الآن تتحرك مبتعدة عن النواة السابقة لهذا التجمع التي تبعد 80 سنة ضوئية عنا تقريباً. وهي تحتوي على عدد كبير من النجوم اللامعة وعلى معظم نجوم كوكبة الدب الأكبر. وُلد التجمع النجمي المفتوح هذا قبل 500 مليون سنة تقريباً من سحابة جزيئية عملاقة. وقد تناثرت نجومها على بعد يتراوح بين 18 و30 سنة ضوئية عن نواة التجمع. وكون النواة تبعد 80 سنة ضوئية عن الأرض فهذا هو أقرب تجمع نجمي إلينا لكنه يتفكك الآن.
اكتشف هذه المجموعة المتحركة العالم ريتشارد بروكتور في عام 1869م. وقد لاحظ حركتها واستثنى منها من نجوم الدب الأكبر نجم القائد ونجم الدبة، ولاحظ أيضاً أنها تتحرك باتجاه نقطة محددة في كوكبة الرامي. وهكذا فكوكبة الدب الأكبر على عكس معظم الكوكبات تقع نجومها قريباً من بعضها فعليا وليس ظاهريا فقط.
تحتوي نواة هذا التجمع على 14 نجمة واضحة من الأرض 13 منها في كوكبة الدب الأكبر أما الأخيرة فهي في كوكبة السلوقيان. أما التجمع كله فهو يحتوي على عدد هائل من النجوم من كوكبات مختلفة ولا يحتوي على نجوم هامة من كوكبة الدب الأكبر. فكل نجوم الدب الأكبر المرئية هي في نواة التجمع، وهذه هي نجومها الهامة في نواة التجمع:
- المراق.
- الفخذة.
- المغرز.
- الإلية.
- المئزر أ.
- المئزر ب (السها).
- الدب الأكبر 37.
- الدب الأكبر 78.

.
.
.
مصدر : احمد الميسوري
جامعة سيدي محمد بن عبد الله فاس المغرب